# Хуссейн Бехзад
Хуссейн Бехзад (нар. 8 квітня 1998) — катарський футболіст, захисник клубу «Ас-Садд».

## Клубна кар'єра
Футбольну кар'єру розпочав в «Ас-Садді». Дебютував у футболці команди 7 листопада 2017 року в програному (1:2) виїзному поєдинку 3-о туру кубку КСЛ проти «Умм-Салаля». Хуссейн вийшов на поле в стартовому складі та відіграв увесь матч. У Лізі зірок дебютував 23 лютого 2019 року в переможному (4:0) виїзному поєдинку 17-о туру проти «Ар-Райяну». Бехзад вийшов на поле на 90+3-й хвилині, замінивши Хусейна аль-Хейдуша.

## Кар'єра в збірній
У 2016 році зіграв один поєдинок у футболці юнацької збірної Катару U-19.

## Статистика виступів

### Клубна
Станом на 1 червня 2019.
| Клуб              | Сезон             | Ліга              | Ліга  | Ліга | Кубок | Кубок | Континентал. | Континентал. | Інші  | Інші | Загалом | Загалом |
| Клуб              | Сезон             | Дивізіон          | Матчі | Голи | Матчі | Голи  | Матчі        | Голи         | Матчі | Голи | Матчі   | Голи    |
| ----------------- | ----------------- | ----------------- | ----- | ---- | ----- | ----- | ------------ | ------------ | ----- | ---- | ------- | ------- |
| «Ас-Садд»         | 2017–18           | Ліга зірок Катару | 0     | 0    | 3     | 0     | 0            | 0            | 0     | 0    | 3       | 0       |
| «Ас-Садд»         | 2018–19           | Ліга зірок Катару | 1     | 0    | 3     | 0     | 0            | 0            | 0     | 0    | 4       | 0       |
| Усього за кар'єру | Усього за кар'єру | Усього за кар'єру | 1     | 0    | 6     | 0     | 0            | 0            | 0     | 0    | 7       | 0       |

Примітки
1. 1 2  Матчі в кубку Катару

## Титули і досягнення
- Чемпіон Катару (3): 2018-19, 2020-21, 2021-22
- Володар Кубка Еміра Катару (2): 2020, 2021
- Володар Кубка наслідного принца Катару (2): 2020, 2021
- Володар Кубка шейха Яссіма (2): 2017, 2019
- Володар Кубка зірок Катару (1): 2019-20